# HNN擴張
數學上，HNN擴張（英語：HNN extension）是組合群論中的一個基本構造法。HNN擴張是三名數學家Graham Higman、Bernhard Neumann、Hanna Neumann在1949年的論文Embedding Theorems for Groups提出。給定一個群中兩個同構子群及其間的群同構，這個構造法將這個群嵌入到另一個群中，令到所給定的群同構在新的群中成為共軛。

## 構造法
若G為群，有展示G = 〈S|R〉，又若 α : H → K是G的兩個子群間的群同構。設t為不在S中的新符號，定義
{\displaystyle G*_{\alpha }=\left\langle S,t{\Big |}R,tht^{-1}=\alpha (h),\forall h\in H\right\rangle .}
群G∗α稱為G相對於α的HNN擴張。原本的群G稱為G∗α的基群，而子群H和K稱為相伴子群。新的生成元t稱為穩定字.

## 基本性質
由於群G∗α包念了G的所有生成元和關係元，所以將G的生成元等同於G∗α的生成元，便誘導出從G到G∗α的一個自然的群同態。Higman、Neumann、Neumann證明了這個群同態是群同構，因而是G到G∗α中的嵌入。從上可得出一個結論是一個群中兩個同構的子群，必定在某個母群中是共軛子群。這個構造法的原來目的是要證明這個結論。

### Britton引理
HNN擴張的一個基礎性質是一條正規形的定理，稱為Britton引理。設G∗α如上，w是在G∗α中如下的一個乘積：
{\displaystyle w=g_{0}t^{\varepsilon _{1}}g_{1}t^{\varepsilon _{2}}\cdots g_{n-1}t^{\varepsilon _{n}}g_{n},\qquad g_{i}\in G,\varepsilon _{i}=\pm 1.}
Britton引理可表述為：
Britton引理 若在G∗α中w = 1，則
- n = 0，且在G中g0 = 1
- 或是n > 0，且對某個i ∈ {1, ..., n−1}有下列兩者之一

1. εi = 1, εi+1 = −1, gi ∈ H,
2. εi = −1, εi+1 = 1, gi ∈ K.

Britton引理用逆反命題可表述為：
Britton引理（另一形式）設w滿足以下其中一項
- n = 0，且g0 ≠ 1 ∈ G，
- 或n > 0，且w不包含如下的子字串：tht−1，其中h ∈ H；及t−1kt，其中k ∈ K，

則在G∗α中w ≠ 1。

## Britton引理的結果
HNN擴張的大多數基本性質，都可以從Britton引理得出。這些結果包括：
- 從G到G∗α的自然群同態是內射，所以可以將G∗α視作包含G為子群。
- G∗α中任何一個有限階元素，是共軛於G中的某個元素。
- G∗α中任一個有限子群都共軛於G中某個有限子群.
- 若H ≠ G及K ≠ G，則G∗α有子群同構於秩2的自由群。

## 應用
HNN擴張是Higman證明Higman嵌入定理的主要工具。這定理說任何有限生成遞歸展示群可嵌入到一個有限展示群中。Novikov-Boone定理指存在一個有限展示群，有算法不可判定（英語：algorithmically undecidable）的字問題，這定理的現代證明大多數都倚賴於HNN擴張。
HNN擴張和帶共合的自由積兩者都是討論在樹上作用的群的Bass–Serre理論的基本組件。

## 推廣
HNN擴張是群的圖的基本群的初等例子。